# Xã Cache-Wilson, Quận Clay, Arkansas
Xã Cache-Wilson (tiếng Anh: Cache-Wilson Township) là một xã thuộc quận Clay, tiểu bang Arkansas, Hoa Kỳ. Năm 2010, dân số của xã này là 477 người.